# As You Are (альбом)
As You Are — дебютный студийный альбом американской рок-группы Джейсона Ланкастера (Mayday Parade) из Таллахасси (Флорида). Он был выпущен 23 июня 2014 года на лейбле Outerloop Records (импринт Fearless Records).

## История
Альбом был выпущен 23 июня 2014 года. Он достиг 182-го места в Billboard Top 200. После выхода альбома Ланкастер ненадолго присоединился к Warped Tour 2014, но в основном играл на местных концертах в Таллахасси и Орландо. Зак Одом и Кеннет Маунт, продюсеры альбома, играли бэк-вокал для Джейсона на этих концертах, вместе с Максом Данцигером из группы Set It Off. Позже он гастролировал с SayWeCanFly, Rookie of the Year и Joel Faviere в поддержку альбома. Ланкастер говорил о своем огромном удовлетворении от процесса создания и выпуска альбома, назвав первое шоу Warped Tour 2014 «Кульминацией моей карьеры».
Демо-версия песни «Just in Time» была доступна на YouTube 11 ноября 2013 года, до официального анонса As You Are. Демо сопровождалось видео с фотографиями Ланкастера с его семьёй — в частности, с его женой Ди Ланкастер — в честь годовщины свадьбы Ланкастера. Позже, 2 января 2014 года, демо-версия песни «Change» была доступна на YouTube и было предварительно объявлено, что это будет первая песня на As You Are. Позже это подтвердилось, когда был опубликован официальный трек-лист. Видео сопровождалось сообщением Ланкастера с благодарностью его поклонникам и сторонникам. Однако ни одна из песен не была официально выпущена в качестве сингла.

### Композиция
Ланкастер заявил, что основными источниками вдохновения для создания этого альбома были его христианская вера, а также жена и ребенок.
Общая тема альбома — «Будь собой». Песня «Save Me», например, рассказывает о ночи, когда Ланкастер вновь подтвердил свою веру в Бога. Ланкастер заявил, что эта песня лучше всего представляет его основной стиль для этого альбома, и что она является самой личной и значимой для него из всех песен альбома. Песня «Just In Time» посвящена любви Ланкастера к своей жене и была выпущена в честь годовщины их свадьбы. «Change» — песня, выражающая благодарность фанатам и сторонникам Ланкастера. «Do I» — песня об упрямстве Ланкастера в спорах — она была написана как извинение перед женой после небольшого спора, который у них произошел.

## Отзывы
| Оценки критиков     | Оценки критиков |
| Источник            | Оценка          |
| ------------------- | --------------- |
| AbsolutePunk        | 9.2/10          |
| Allmusic            | [ 1 ]           |
| Infectious Magazine | favorable       |
| Kill Your Stereo    | 73/100          |
| New Noise Magazine  | favorable       |
| RichardThinks       | [ 13 ]          |

Критики в целом положительно восприняли этот альбом, похвалив вокал и авторство песен Ланкастера. Например, Сами Маршалл из Infectious Magazine согласился, сказав: «У него есть идеальные открывающая и закрывающая части, а все остальное работает как хорошо смазанная машина». Девин М. Дурбин из AbsolutePunk также согласился, сказав: «Творчество и страсть Джейсона сияют в каждом треке», и что "Этот альбом выделяется как наиболее отточенный и захватывающий альбом в карьере Джейсона Ланкастера. ", однако Майкл Берд из Richard Thinks был более неоднозначен в своем мнении, назвав альбом: «Хороший начальный шаг в сольной карьере, но не тот рубеж, который мог бы быть».
Критики повсеместно высоко оценили вокальные данные Ланкастера в альбоме. В рецензии Kill Your Stereo его вокал назван "взрывным и мощным". Bird of Richard Thinks согласился с этим мнением, сказав: "Музыкальные гобелены альбома часто замысловаты, но не кажутся чрезмерно раздутыми, что обеспечивает идеальную поддержку для характерного бесстрастного вокала Ланкастера". Рецензия Kill Your Stereo была не столь положительной, сказав: "Очевидно, что As You Are может быть непоколебимо знакомым и временами немного монохроматичным по вкусу".

## Список композиций
Слова и музыка всех песен — Jason Lancaster кроме указанных.
| №                   | Название                                                       | Длительность |
| ------------------- | -------------------------------------------------------------- | ------------ |
| 1.                  | «Change»                                                       | 1:23         |
| 2.                  | «Growing Up»                                                   | 2:51         |
| 3.                  | «Save Me»                                                      | 3:19         |
| 4.                  | «Come Back»                                                    | 3:23         |
| 5.                  | «You 'N' Me»                                                   | 4:10         |
| 6.                  | «Climb Up to My Window»                                        | 3:10         |
| 7.                  | «Adam»                                                         | 2:28         |
| 8.                  | «Do I»                                                         | 3:40         |
| 9.                  | «Just in Time»                                                 | 3:47         |
| 10.                 | «Shine»                                                        | 3:22         |
| 11.                 | «The Cause»                                                    | 3:16         |
| 12.                 | «Hey Jude» (The Beatles cover – (Джон Леннон и Пол Маккартни)) | 4:59         |
| Общая длительность: | Общая длительность:                                            | 39:38        |

## Чарты
| Чарт (2014)                       | Высшая позиция |
| --------------------------------- | -------------- |
| U.S. Billboard 200                | 182            |
| U.S. Billboard Heatseekers Albums | 4              |
| U.S. Billboard Independent Albums | 37             |
| U.S. Billboard Top Rock Albums    | 44             |